# Dyasia
Dyasia is een geslacht van vlinders van de familie tandvlinders (Notodontidae).

## Soorten
- D. juvencula Dognin, 1924
- D. punctata Rothschild, 1917
- D. stigmatica Rothschild, 1917
- D. viviana Schaus, 1906